# MTV
MTV（エムティーヴィー）は、1981年8月1日に開局したアメリカのケーブルチャンネルである。ニューヨークに本拠地を置き、MTVエンターテイメント・グループの国内メディア・ネットワーク部門であるパラマウント・メディア・ネットワークスの旗艦部門である。

## 概要
24時間ポピュラー音楽のビデオクリップを流し続ける音楽専門チャンネルとして「見えるラジオ」をコンセプトとして誕生し、この形態の音楽番組の代名詞的存在となった。そのため、MTVはケーブルテレビの音楽専門チャンネルの通称として使われることもある。
ワーナー・コミュニケーション社（現在のワーナーメディア社）とアメリカン・エキスプレス社が共同で出資し設立したワーナー・アメックス・サテライト・エンターテインメント（WASEC）によって1981年8月1日午前12時1分に放送開始。COOジョン・ラックによる"Ladies and gentlemen, rock and roll!" の言葉と共に、ジョナサン・エリアス作曲のMTVオリジナル・テーマソングが最初に流れ、12時15分に最初の音楽ビデオ（バグルスの「ラジオ・スターの悲劇」）がオンエアされた。（開局日のオンエアリスト）
1984年にWASECはMTV Networksに社名を変更し、翌1985年にバイアコム社に買収され現在に至っている。その後、2011年にMTV NetworksはViacom Media Nerworksに社名を変更した。 
1996年に、第2チャンネルの「MTV2」の開局とともに従来の音楽ビデオ中心の番組はMTV2に移動した。この時MTVはリアリティ番組やソープオペラが中心の若者向けエンターテインメントチャンネルに変わった。
2000年代中盤から、唯一の音楽番組で1990年代末から2000年代前半にかけて若者に絶大な人気があったトータル・リクエスト・ライブの視聴率が低迷し、2008年で放送を終了した。これはブロードバンドの普及や「YouTube」などの動画投稿サイトの影響で、見たい時に自分の見たいミュージック・ビデオが見られる環境が整ったことなどが原因の1つであると考えられる。
1980年代から1990年代にかけて、MTVはロックを中心としたポピュラー音楽の重要なプロモーターであり、アメリカの大衆文化の推進力として考えられたこともあったほど圧倒的な影響力があったが、1996年にMTVとMTV2に分かれた頃から純粋な音楽番組としての影響力が下がってきている。
2010年現在MTVで放送されている音楽番組は、朝に放送されているAMTVのみとなっている。現在MTVが放送しているドラマシリーズやリアリティ番組は、アメリカのティーン・エイジャーに人気があり、影響力も大きく多くの国で放送されている。

## チャンネル
MTVは世界中に非常に多くのチャンネルを持っている。ここではアメリカ合衆国内のチャンネルについて記す。
- MTV
- MTV2
- MTV Tr3́s
- MTV Hits
- MTV Jams
- mtvU
- Palladia（MTVがHD放送を開始する前は「Music: High Definition」というチャンネル名だった）
- VH1
- VH1 Classic
- VH1 Soul
- カントリー・ミュージック・テレビジョン（CMT）
- CMT Pure Country
- コメディ・セントラル（Comedy Central）
- Logo
- ニコロデオン（Nickelodeon）
- Nick 2
- Teen Nick
- Nick Jr.
- Nicktoons
- パラマウント・ネットワーク
- TV Land
- Nick at Nite

太字のチャンネルはHDチャンネル

## 番組
アメリカMTVで放送中の番組と放送終了した番組はw:List of programs broadcast by MTVを参照。太字はFOXbs238「MTVエンタメゾーン」内で放送。
- AMTV
- Making the Video
- MTVアンプラグド
- MTV Cribs
- The City
- America's Best Dance Crew
- MTV Jersey Shore 〜マカロニ野郎のニュージャージー・ライフ〜
- My Life As Liz 〜リズ・リーの高校生活〜
- MTV Video Music Awards
- MTVムービー・アワード
- サウスパーク

### 過去の番組
- MTV The Life of Ryan 〜天才スケーターに密着〜
- The Money and The Power 〜50セント銀行 1000万円融資します！〜
- BEAVIS AND BUTT-HEAD
- jackass
- トータル・リクエスト・ライブ
- A Shot at Love with Tila Tequila
- Laguna Beach: The Real Orange County
- Nitro Circus 〜激突！おバカ☆ライダー〜
- MTV My New BFF〜パリス・ヒルトンのベストフレンドを探せ!〜
- Pimp My Ride
- Punk'd
- The Hills（Laguna Beachのスピンオフ番組。）
- MTV Headbangers Ball（現在はMTV2で放送）
- Bellator Fighting Championship